# Chill (Rollenspiel)
Chill ist ein US-amerikanisches Horror-Pen-&-Paper-Rollenspiel. Herausgeber des Spiels war ursprünglich die Firma Pacesetter. Später wurde das es in einer überarbeiteten Form vom Spieleverlag Mayfair Games herausgegeben.  Das Spiel wurde in den 1980er Jahren zwar ins Schwedische übersetzt, eine deutsche Version gibt es jedoch nicht.
Das Szenario ist vergleichbar mit Horrorfilmen wie John Carpenters Vampire oder Das Omen. Die Spieler sind Teil der Organisation "S.A.V.E.", die sich zur Aufgabe gesetzt hat, das Böse zu bekämpfen.

## Szenario
S.A.V.E. (Societas Argenti Viae Eternitata, Die ewige Gesellschaft des silbernen Weges) ist ein Geheimbund, der Unschuldige vor Kreaturen des Unbekannten schützen will.  Agenten von S.A.V.E. werden Gesandte genannt und sind über die ganze Erde verteilt.
Im gleichen Genre ist auch das in einer deutschen Übersetzung erhältliche Rollenspiel Call of Cthulhu angesiedelt.  Im Gegensatz zu Call of Cthulhu, das in der Welt von Howard Phillips Lovecrafts düsteren Werken spielt, ist Chill eher von klassischen "leichteren" Horrorfilmen wie denen des Hammer-Studios inspiriert.